# Второе Отделение (Лопатинский район)
Второе Отделение — село в Лопатинском районе Пензенской области. Входит в состав Китунькинского сельсовета.

## География
Находится в юго-восточной части Пензенской области на расстоянии приблизительно 15 км по прямой на восток-юго-восток от районного центра села Лопатино.

## История
Основано в период между 1939 и 1959 годом как поселок совхоза «Комсомолец». Население составляло 385 человек (1959 год), 252 (1979), 212 (1989), 218 (1996). Село было переименовано в Озёрное, но документально переименование не было осуществлено.

## Население
Население составляло 194 человека (русские 80 %) в 2002 году, 159 в 2010.